# Karen Blixen på Rungstedlund
Karen Blixen er en dansk portrætfilm fra 1957, der er instrueret af Nicolai Lichtenberg.

## Handling
Det er sommer i haven på Rungstedlund. Karen Blixen leger med sin hund og nogle drenge - alt sammen til musikken af Greensleeves. Samlet bliver det et poetisk stemningsbillede af Rungstedlund, parken og stuerne anno 1953. I et interview med Karl Bjarnhof udtaler den store fortællerske sig om generelle livsmæssige og kulturelle forhold og sammenhænge, der har haft betydning for hendes livsbane. Det gælder forholdet mellem mennesker og dyr, de sorte og de hvide i Afrika, om vores fartbegejstrede tidsepoke kontra de sorte afrikaneres uimponerede livssyn og stil, som hun gennem sine livsmottoer og anekdoter har beskrevet det i sit forfatterskab.